# Драган Окука
Драгомир «Драган» Окука (серб. Dragomir "Dragan" Okuka / Драгомир "Драган" Окука, нар. 2 квітня 1954, Порія) — югославський футболіст, який грав на позиції півзахисника, а потім сербський футбольний тренер.

## Футбольна кар'єра
Народився в селі Порія (колишня Югославія, нині — Боснія і Герцеговина). Більшу частину своєї футбольної кар'єри, одинадцять років, — він виступав за команду «Вележ» (Мостар), за винятком одного сезону, який він провів на правах оренди в «Леотарі». З зірковою командою, в якій, зокрема, грали Вахід Халілходжич, Блаж Слишкович, Джемал Хаджиабдич, Енвер Марич і Душан Баєвич вони ставали віцечемпіонами Югославії (1974), здобували Кубок країни (1981), Балканський кубок (1981), а в сезоні 1974/75 дійшли до чвертьфіналу Кубка УЄФА. Загалом у «Вележі» він провів 450 матчів. У той час він також закінчив в Університеті Мостара на факультеті права.
Також він представляв Югославію на домашніх Середземноморських іграх 1979 року, де зіграв 4 матчі, забив один гол за збірну, допомігши їй виграти турнір.
У середині 1980-х років, коли багато гравців ліги почали виїжджати до західних клубів, Окука перебрався до Швеції. Протягом п'яти років без особливого успіху він грав за «Еребру» та «Мутала». Після повернення в країну в 1990 році він завершив кар'єру футболіста і став генеральним директором «Вележа».

## Під час воєн в Югославії
Після початку боснійської війни на початку 1992 року він був мобілізований і, оскільки мав звання лейтенанта, був призначений охороняти старших офіцерів штабу. Після півторарічного перебування в Мостарі він був змушений тікати з рідного міста через національні причини (він православний серб). Чотири місяці він переховувався у матері, яка жила поблизу Мостара, а потім у друзів у приморському містечку Герцеговія. У якийсь момент він розглядав можливість емігрувати назавжди до Швеції, але зрештою вирішив залишитися в країні.
Наприкінці 1990-х років політика та війна знову вплинули на його життя. У 1999 році, будучи тренером «Будучності» з Подгориці, він приїхав до Белграда в той час, коли місто бомбили війська НАТО. На момент рейдів Окука входив до складу підрозділів цивільної оборони.

## Тренерська кар'єра

### 1995—2000: клуби в Югославії
У 1995 році розпочав тренерську кар'єру у сербському клубі «Бечей», який боровся від вильоту до другої ліги. У першому сезоні він привів клуб до п'ятого місця, а в наступному — до четвертого у вищій лізі, завдяки чому «Бечей» став першою командою з СР Югославії, яка зіграла в єврокубках (Кубок Інтертото). Ефективна робота з «Бечеєм» призвела до того, що незабаром Окука отримав пропозиції від набагато сильніших клубів з Белграда, спочатку від «Партизана», де, однак, було остаточно вирішено продовжити контракт із тодішнім тренером Талі Тумбаковичем, а потім від «Чукаричок».
Хоча він підписав з ним трирічний контракт, він подав у відставку лише через кілька місяців; Ще більш вигідною виявилася пропозиція від третьої белградської команди «Обилич», президентом якої на той час був мільярдер і скандальний сербський політик Желько Ражнатович. У сезоні 1997/98 «Обилич» виграв перший в історії титул чемпіона Югославії, не програвши жодного матчу чемпіонату. Окука, який залишив клуб після поразки від мюнхенської «Баварії» у другому кваліфікаційному раунді Ліги чемпіонів, бачив причини успіху у військовій атмосфері, створеній у клубі його власником.
Потім він недовго працював у «Будучності» (Подгориця), де пережив авіаудари НАТО по Косово в 1999 році, і у «Воєводині» (Нові-Сад), звідки він пішов, як він стверджував, через надмірну залученість керівництва і гравців у політичні справи.

### 2001—2003: «Легія» (Варшава)
У березні 2001 року, незважаючи на пропозиції з Кувейту та Об'єднаних Арабських Еміратів, став тренером варшавської «Легії». Кілька місяців по тому він посів третє місце в турнірній таблиці, поступившись «Віслі» (Краків) і «Погоні» (Щецин). А в наступному сезоні 2001/02 «Легія» під керівництвом Окуки, незважаючи на дві поразки поспіль на початку змагань, вперше за сім років виграла національний чемпіонат.
Перемога була б неможливою без переходу на схему 3-5-2 та вдалих трансферів. Так до команди приєднались співвітчизники Драгана Станко Світлиця та Александар Вукович і болгарин Радостін Станев, крім того Окука повернув Цезарія Кухарського з другої команди та віддав йому капітанську пов'язку, а також перевів з резервної команди в основу молодих Войцеха Ковалевського та Сергія Омельянчука. Ці нові гравці разом із старими лідерами команди, такими як Бартош Карван, Яцек Зелінський та Сильвестр Черешевський змогли обійти чинного чемпіона, «Віслу» (Краків).
Серб пропрацював у «Легії» ще один сезон, але він виявився невдалим. У кваліфікації Ліги чемпіонів була поразка від «Барселони», а потім виліт у другому раунді Кубка УЄФА від «Шальке-04», а також лише четверте місце за підсумками Екстракласи 2002/03 призвели до того, що влітку 2003 року новим тренером варшавського клубу став Даріуш Кубицький, помічник Окуки. Незважаючи на це, його досягнень за час роботи у Варшаві вистачило для вболівальників «Легії», щоб обрати серба найкращим тренером десятиліття 2000—2010.

### 2005—2006: молодіжна збірна Сербії та Чорногорії
Через півтора року Окука отримав можливість керувати молодіжною збірною Сербії та Чорногорії U-21. Він вивів команду на молодіжний чемпіонат Європи 2006 року, де завдяки сенсаційній перемозі у групі над господарями турніру португальцями його підопічні вийшли з трьома очками до півфіналу. У ньому вони програли в серії пенальті Україні (0:0, пен. 4:5).
Серед гравців, яких тоді тренував Окука, були майбутні представники збірних Сербії та Чорногорії, зокрема: Владимир Стойкович, Милан Степанов, Душан Баста та Симон Вукчевич.

### 2006—2010: робота в Польщі, Кіпрі, Болгарії та Греції
У 2006 році він став тренером краківської «Вісли», змінивши Дана Петреску. Він був звільнений після того, як завершив осінню частину сезону 2006/07 на дев'ятому місці.
З травня по грудень 2007 року очолював кіпрську «Омонію» (Нікосія).
У червні 2008 року став тренером болгарського «Локомотива» (Софія). У першому сезоні він посів 5 місце у вищій лізі, а його гравець Мартін Камбуров став найкращим бомбардиром ліги. У квітні 2010 року боси клубу оголосили, що не будуть продовжувати контракт з Окукою після закінчення сезону. Однак тренера було звільнено раніше, після поразки в чемпіонаті з рахунком 1:2 проти «Черно море» (Варна). Коли він пішов, клуб посідав третє місце і мав гарантоване місце у єврокубках на наступний сезон.
У червні 2010 року серб очолив грецьку «Кавалу». Однак уже через п'ять місяців його змінив поляк Генрик Касперчак.

### 2011—2016: Робота у Китаї
Вирішивши не залишатися в Європі, Окука влітку 2011 року очолив китайський клуб «Цзянсу Сайнті», що виступав у китайській Суперлізі. У другому сезоні роботи з цією командою він посів друге місце в лізі, а також отримав звання найкращого тренера країни. Чемпіонський титул і кубок країни дістався команді «Гуанчжоу Евергранд», яку очолював італієць Марселл Ліппі. Роботу Окуки оцінили в Сербії, де його також обрали найкращим тренером року. Окука виграв свій перший титул за «Цзянсу», здобувши Суперкубок Китаю 2013 року, перемігши «Гуанчжоу» 2:1. Однак у сезоні 2013 року «Цзянсу Сайнті» провів більшу частину часу, борючись за виживання, і нарешті уникнув вильоту, обійшовши «Циндао Чжуннен», який в підсумку і вилетів, лише на одне очко. Після цього клуб вирішив не продовжувати з сербом контракт після закінчення сезону.
28 квітня 2014 року команда китайської футбольної Суперліги «Чанчунь Ятай» оголосила, що Драган стане новим головним тренером команди і працював з командою до кінця сезону. У сезоні 2016 року тренував іншу китайську команду «Тяньцзінь Теда».

### Повернення у «Воєводину» та завершення кар'єри
6 вересня 2018 року Окука вдруге в кар'єрі очолив «Воєводину».  На той момент команда посідала сьоме місце в турнірній таблиці Суперліги Сербії, здобувши дві перемоги, три нічиї та дві поразки в семи іграх з негативною різницею м'ячів 7:8. Однак термін перебування Окуки на посаді тривав лише два з половиною місяці (рівно 79 днів), за які футболісти Нового Саду провели десять матчів чемпіонату і записали на свій рахунок чотири перемоги, одну нічию та п'ять поразок при різниці м'ячів 7:6.
Останнім місцем тренерської роботи був клуб «Куньшань», головним тренером команди якого Драган Окука був з січня по липень 2019 року.

## Досягнення

### Як гравця
- Володар Кубка Югославії (1):

«Вележ» (Мостар): 1980/81
- Володар Балканського кубка (1):

«Вележ» (Мостар): 1980/81

### Як тренера
- Чемпіон Югославії (1):

«Обилич»: 1997/98
- Чемпіон Польщі (1):

«Легія»: 2001/02
- Володар Кубка польської ліги (1):

«Легія»: 2001/02
- Володар Суперкубка Китаю (1):

«Цзянсу Сайнті»: 2013

### Особисті
- - Тренер десятиліття (2000—2010) у «Легії» (Варшава)
  - Тренер 2012 року в Китаї
  - Тренер 2012 року в Сербії